# Calymmaderus oblongus
Calymmaderus oblongus is een keversoort uit de familie klopkevers (Anobiidae). De wetenschappelijke naam van de soort is voor het eerst geldig gepubliceerd in 1883 door Gorham.